# Verapamil
A verapamil L-típusú kalciumcsatorna antagonista. Megakadályozza a kalciumionoknak a sejtmembránon át a harántcsíkolt izomsejtekbe történő beáramlását. A verapamil a simaizom kalcium csatorna blokkolója is, különösen az erek és a gyomor-bél rendszer simaizomzatáé. A vascularis simaizmokban a hatás értágulatot idéz elő. A verapamil mint kalcium antagonista a myocardiumra is hat. Az AV csomóra kifejtett hatása az ingerületvezetés lassulását eredményezi. A verapamil a működő szívizomra negatív inotrop hatású.

## Készítmények
Magyarországon forgalomban lévő készítmények:
- Chinopamil R (Pannon Pharma)
- Isoptin (Abbott Laboratories)
- Isoptin SR (Abbott Laboratories)
- Tarka (Abbott)
- Verapamil (Zentiva HU)
- Verapamil AL (Aliud Pharma)